# Под ветвями боярышника
«Под ветвями боярышника» (кит. 山楂樹之戀) — кинофильм режиссёра Чжан Имоу, вышедший на экраны в 2010 году. Экранизация романа Ай Ми, основанного на реальных событиях.

## Сюжет
Начало 1970-х годов, время Культурной революции в Китае. После призыва председателя Мао устраивать школы в полях группа городских школьников приезжает на перевоспитание в деревню. Старшеклассница Цзин поселяется в доме старосты и становится частью его большой семьи. Она пишет учебный план по легенде о местном «дереве героев» — боярышнике, под ветвями которого в годы войны японцы расстреляли китайских патриотов и который с тех пор даёт ярко-красные цветы. После приезда она знакомится с парнем по имени Сунь, работающим в расположенной рядом геологической партии. Они проникаются взаимной симпатией, однако для того, чтобы рассчитывать после школы на место учителя (Цзин это необходимо, так как её отец репрессирован, мать болеет, а в семье есть двое младших детей), Цзин должна соблюдать осторожность и ничем себя не скомпрометировать. Они решают скрывать свои чувства от окружающих и могут себе позволить лишь изредка устраивать тайные встречи

## В ролях
- Чжоу Дунъюй — Цзин
- Шон Доу — Сунь
- Си Мэйцзюань — мать Цзин
- Цзян Жуйцзя — Вэйхун, подруга Цзин
- Ли Сюэцзянь — староста деревни Чжан
- Чэнь Тайшэн — Ло
- Са Жина — тётушка

## Награды и номинации
- 2010 — участие в программе Пусанского кинофестиваля.
- 2011 — участие в программе «Новое поколение» Берлинского кинофестиваля.
- 2011 — две номинации на премию Asian Film Awards: лучший дебютант (Чжоу Дунъюй), лучший монтаж (Мэн Пэйкун).
- 2011 — номинация на премию Hong Kong Film Awards за лучший азиатский фильм.
- 2011 — приз лучшей актрисе (Чжоу Дунъюй) на кинофестивале в Вальядолиде.